# Siparuna conica
Siparuna conica là một loài thực vật có hoa trong họ Siparunaceae. Loài này được S.S. Renner & Hausner miêu tả khoa học đầu tiên năm 1996.